# Fonctions vitales
Les fonctions vitales sont, dans le domaine des premiers secours et en médecine d'urgence, les fonctions de l'organisme qui assurent la vie, et dont la défaillance entraîne le décès à court terme (quelques minutes).
Ces fonctions englobent :
- la circulation sanguine : le transport du dioxygène extrait de l'air par les poumons.
- la conscience : l'ensemble des réflexes de préservation de la vie (toux, déglutition, évitement...) ; la conscience résulte de la bonne activité du système nerveux, en particulier du cerveau (siège de la vie) et de la moelle épinière ;
- la ventilation pulmonaire : apport d'air par le mouvement des poumons

La préservation des fonctions vitales est la préoccupation principale des acteurs de l'urgence, bien avant le traitement de la cause (« on traite la victime, pas la blessure ») ; c'est l'ABC de Peter Safar :
- Airway, liberté des voies aériennes (assurer le passage de l'air vers les poumons),
- Breath, respiration (pratiquer la ventilation artificielle si la victime ne respire pas spontanément),
- Circulation, circulation sanguine (arrêter les hémorragies, pratiquer des compressions thoraciques si le cœur ne bat pas).

Certains cours de secourisme ajoutent une 4e lettre au schéma de Safar.
- Défibrillation, dans le cas où la victime ne s'est pas réveillée après 5 cycles de RCP, et que les secours ne sont pas encore arrivés. Les défibrillateurs étant souvent disponibles dans les lieux publics (gares, places, etc.)

## Évaluation des fonctions vitales
On distingue deux types d'évaluation :
- l'évaluation vitale : il s'agit de déterminer si la fonction vitale fonctionne ou pas, ceci conditionne les gestes de premiers secours à effectuer, et l'alerte à transmettre aux secours ;
- l'évaluation fonctionnelle : si les fonctions vitales fonctionnent, on évalue leur degré de fonctionnement.

### Évaluation vitale
L'évaluation vitale doit se faire en moins de 30 secondes.
La première chose à faire est de parler à la victime. Si elle ne répond pas il faudra poursuivre l'examen de la conscience mais après avoir vérifié que la victime ne saigne pas de façon abondante (ref : référentiels PSC1 et SST)
Si un saignement abondant est détecté, il faut l'arrêter immédiatement !
Ensuite il faut évaluer la conscience. Si une personne bouge ou parle, elle est consciente. Si elle ne bouge pas et ne parle pas, il faut alors lui saisir la main et
- lui poser une question simple, par exemple « Vous m'entendez ? » ;
- lui donner un ordre simple, par exemple « ouvrez les yeux ».

Si elle répond ou réagit (bouge), elle est consciente, le bilan vital s'arrête là (une personne consciente respire et son cœur bat).
Si elle ne répond pas et ne réagit pas, elle est inconsciente.
Si elle est inconsciente, il faut alors évaluer sa respiration :
- libérer les voies aériennes
  - en détachant les vêtements gênant la respiration (cravate, col, ceinture, premier bouton du pantalon) ;
  - en ouvrant la bouche, on vérifie qu'il n'y a aucun objet dedans ; si l'on voit un objet, on l'enlève délicatement ;
  - en élevant le menton vers le haut (pour une victime plat-dos), afin de faire se soulever l'épiglotte (pour une victime assise, on la redresse contre le dossier et on met sa tête en légère bascule arrière) ;
- approcher son oreille du nez de la victime et regarder le ventre, durant 10 secondes.

Si l'on sent un flux d'air sur la joue, que l'on voit le ventre ou la poitrine se lever ou se baisser, ou que l'on entend la respiration avec l'oreille, la personne respire, le bilan s'arrête là (une personne qui respire a un cœur qui bat). Il faut la tourner sur le côté (en PLS) et prévenir les secours.
Si une personne ne respire pas, on prévient les secours, et on effectue deux insufflations (bouche-à-bouche), et on contrôle à nouveau la respiration (cf. ci-dessus) ;
- si la personne réagit (bouge, tousse), son cœur bat ; on continue le bouche-à-bouche pendant une minute, et on contrôle à nouveau la respiration (sauf si elle a repris spontanément) ;
- si la personne n'a aucune réaction, son cœur ne bat pas, il faut alors pratiquer la réanimation cardiopulmonaire.

Voir l'article : bilan (premiers secours).

### Évaluation fonctionnelle
Si la personne est consciente, ou qu'elle est inconsciente mais respire spontanément, on va évaluer le fonctionnement des fonctions vitales. Ceci permettra au médecin régulateur de juger de l'état de la personne, et de décider de la suite des opérations.

#### Évaluation neurologique
Niveau secouriste
Si la personne parle, on lui pose des questions afin de déterminer
- si elle parle de manière cohérente ou pas ;
- si elle est orientée (elle sait où elle est, quelle date on est, ce qu'elle faisait) ;
- si elle se souvient de ce qui lui est arrivé.

On demande aux témoins si elle a eu une perte de conscience initiale (PCI) ; si l'on voit une tache humide sur le pantalon, on demande à la personne si elle se souvient d'avoir uriné (une perte d'urine peut indiquer une perte de conscience).
On lui demande de bouger les extrémités (doigts, orteils), et on lui touche les extrémités, afin de voir si la sensibilité et la motricité sont normales.
On observe les pupilles et on note si elles ont la même taille ; en cachant l'œil puis en l'éclairant avec une lampe, on détermine si les pupilles sont réactives (en temps normal, elle s'agrandissent dans l'obscurité et elles rétrécissent à la lumière ; il faut se méfier des yeux de verre et des examens ophtalmologiques récents).
Si la victime est inconsciente (elle est donc en PLS), on la stimule en lui pinçant le dos de la main (on peut aussi appuyer sur un ongle avec un objet dur) et en lui relevant les paupières, afin de voir si elle réagit à la douleur et à la lumière.
On peut classer les résultats de cette évaluation selon les quatre degrés de  l'échelle AVPU :
1. victime consciente (Alert) ;
2. la victime ne bouge ou ne parle qu'en réponse aux stimulus et aux ordres (Verbal) ;
3. la victime ne parle pas et ne bouge qu'en réponse à la douleur (Pain) ;
4. aucune réponse, ni parole ni mouvement (Unresponsive).

Toujours au niveau secouriste, la conscience d'une victime peut être classée sur l'échelle de 5 niveaux suivante :
1. consciente orientée : parle (bien ou pas, facilement ou pas), se situe dans le temps et dans l'espace, sait qui elle est, ce qui lui est arrivé ;
2. consciente désorientée : parle, mais peine à se situer, se souvenir des circonstances de l'événement ;
3. somnolente : ne parle pas, presque pas ou très péniblement, grande difficulté à se situer ou se rémémorer ;
4. inconsciente réactive : à la douleur (voire chatouillis pour un nourrisson) et/ou aux sons (frapper des mains pour un nourrisson) ;
5. inconsciente aréactive : ne réagit pas du tout aux stimuli ci-dessus.

Niveau médical
Les médecins et infirmiers utilisent, en urgence, l'échelle de Glasgow : il s'agit d'une échelle allant de 3 (coma profond) à 15 (victime parfaitement consciente et orientée), qui se fonde sur trois critères :
- ouverture des yeux ;
- parole ;
- réaction à la douleur.

Hors urgence vitale, ils peuvent compléter l'évaluation en testant des réflexes.
En milieu hospitalier, cette évaluation peut se compléter avec un électroencéphalogramme (EEG) et une IRM ou un scanner.
Voir aussi
- État de conscience

#### Évaluation de la respiration
Cette évaluation se fait si la personne respire.
Niveau secouriste
On fait une évaluation chiffrée et qualitative de la ventilation :
- on détermine la fréquence ventilatoire (nombre de ventilations par minute) : on pose la main sur le haut du ventre (après avoir expliqué le geste) afin de percevoir les mouvements ventilatoires, et on les compte sur 30 secondes, puis on multiplie le résultat par deux (hors urgence, on peut aussi simplement compter sur une minute) ; on peut aussi simplement se fier au bruit (si la respiration est bruyante) ou sur les mouvements visibles (si elle est ample) ;
- on détermine l'amplitude (ventilation ample ou faible) et la régularité (ventilation régulière ou irrégulière) ;
- on écoute si l'on entend des bruits (gargouillis, sifflements, respiration rauque) à l'inspiration ou à l'expiration.

La fréquence, l'amplitude, la régularité, la présence éventuelle de bruits constituent le bilan ventilatoire.
Niveau médical
Les médecins auscultent le dos et la poitrine afin d'écouter les bruits ventilatoires. Ils peuvent disposer des sondes dans le dispositif d'inhalation ou d'insufflation afin de déterminer la fraction inspirée en oxygène (FiO2) et la concentration de dioxyde de carbone expirée. Un dispositif lumineux, appelé oxymètre, donne la saturation du sang en dioxygène (SpO2).

#### Évaluation de la circulation
Niveau secouriste
On prend le pouls carotidien (après avoir expliqué le geste), et l'on détermine la fréquence (nombre de battements par minute : on compte le nombre de battements sur 30 secondes et on multiplie le résultat par deux) ainsi que la régularité (régulier ou irrégulier). Puis, on prend le pouls aux deux poignets, pour voir si on le sent ou pas.
Si on ne sent pas le pouls carotidien alors que l'on sait que le cœur bat (la personne respire), on essaie de prendre le pouls fémoral.
On observe la coloration de la peau, en particulier des muqueuses (intérieur des paupières, intérieur de la lèvre, ongles) chez les personnes à la peau sombre, et on note une couleur anormale : victime pâle, bleue (cyanosée), ou présentant des marbrures. On regarde si la personne présente des sueurs en absence de chaleur ou d'effort physique.
Ces éléments (absence ou présence des pouls principaux et distaux, fréquence et régularité, coloration, sueurs) constituent le bilan circulatoire.
Si une personne est en arrêt cardiaque, on lui pose un défibrillateur semi-automatique (si disponible) qui fera un diagnostic automatique.
Niveau médical
Les médecins auscultent le cœur afin d'écouter les bruits qu'il fait. Ils peuvent relever un électrocardiogramme (ECG).

## Maintien des fonctions vitales
- Libération des voies aériennes
  - position latérale de sécurité
- réanimation cardiopulmonaire
  - ventilation artificielle
  - compression thoracique
  - défibrillateur semi-automatique

Long terme : assurer l'homéostasie.